# Louther Skerry
Louther Skerry är ett skär i Storbritannien. Det ligger i kommunen Orkneyöarna och riksdelen Skottland. Det är en del av Pentland Skerries och ligger 1,9 km sydost om huvudön Muckle Skerry. 